# Memleben
Memleben – osiedle miejscowości Kaiserpfalz w niemieckim kraju związkowym Saksonia-Anhalt.
W X w. znajdował się tutaj pałac królów niemieckich. W Memleben w 936 r. zmarł król Henryk I Ptasznik, a w 973 r. – jego syn Otton I Wielki. W celu upamiętnienia ojca, cesarz Otton II kazał zbudować w 973 r. klasztor benedyktynów, który stał się na krótko jednym z najważniejszych klasztorów w Niemczech. Opatem klasztoru był późniejszy poznański biskup Unger. Kościół klasztorny w Memleben zbudowany niedługo po 975 r. był prawdopodobnie wzorem dla pierwszej katedry w Poznaniu wzniesionej w latach 80. lub 90. X wieku. Klasztor został obrabowany w 1525 r. podczas wojny chłopskiej. W 1551 r. skonfiskowali go elektorzy sascy. W 1722 r. spłonął dach kościoła. Współcześnie pozostały po klasztorze jedynie ruiny.
Obecnie Memleben liczy około 800 mieszkańców.

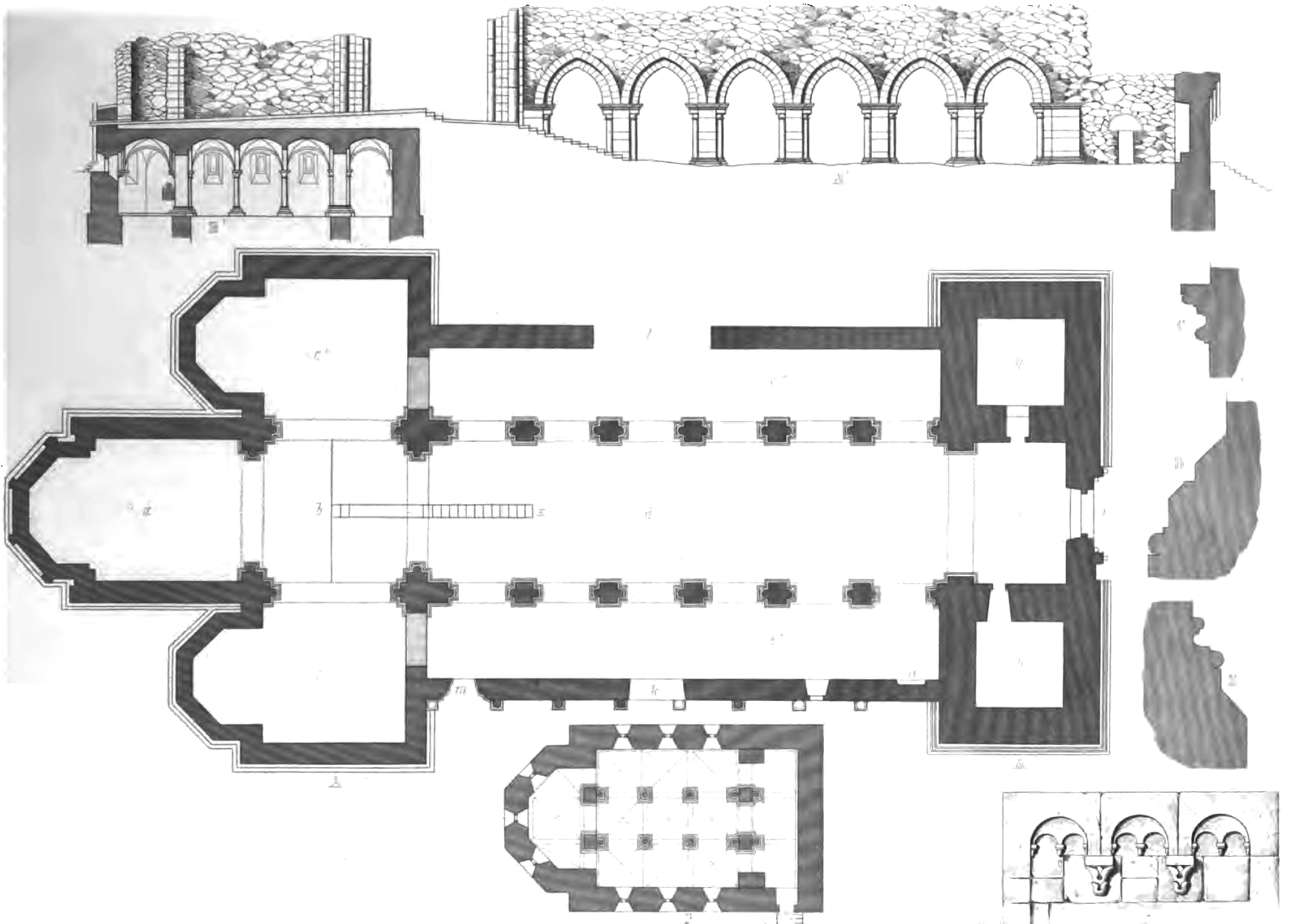
Plan kościoła klasztornego z 1867 r.
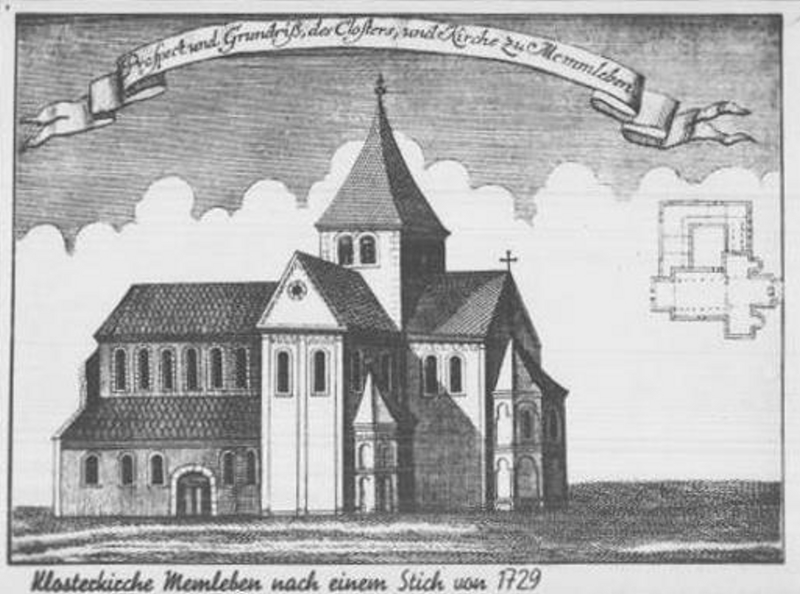
Kościół na rysunku w 1729 r.
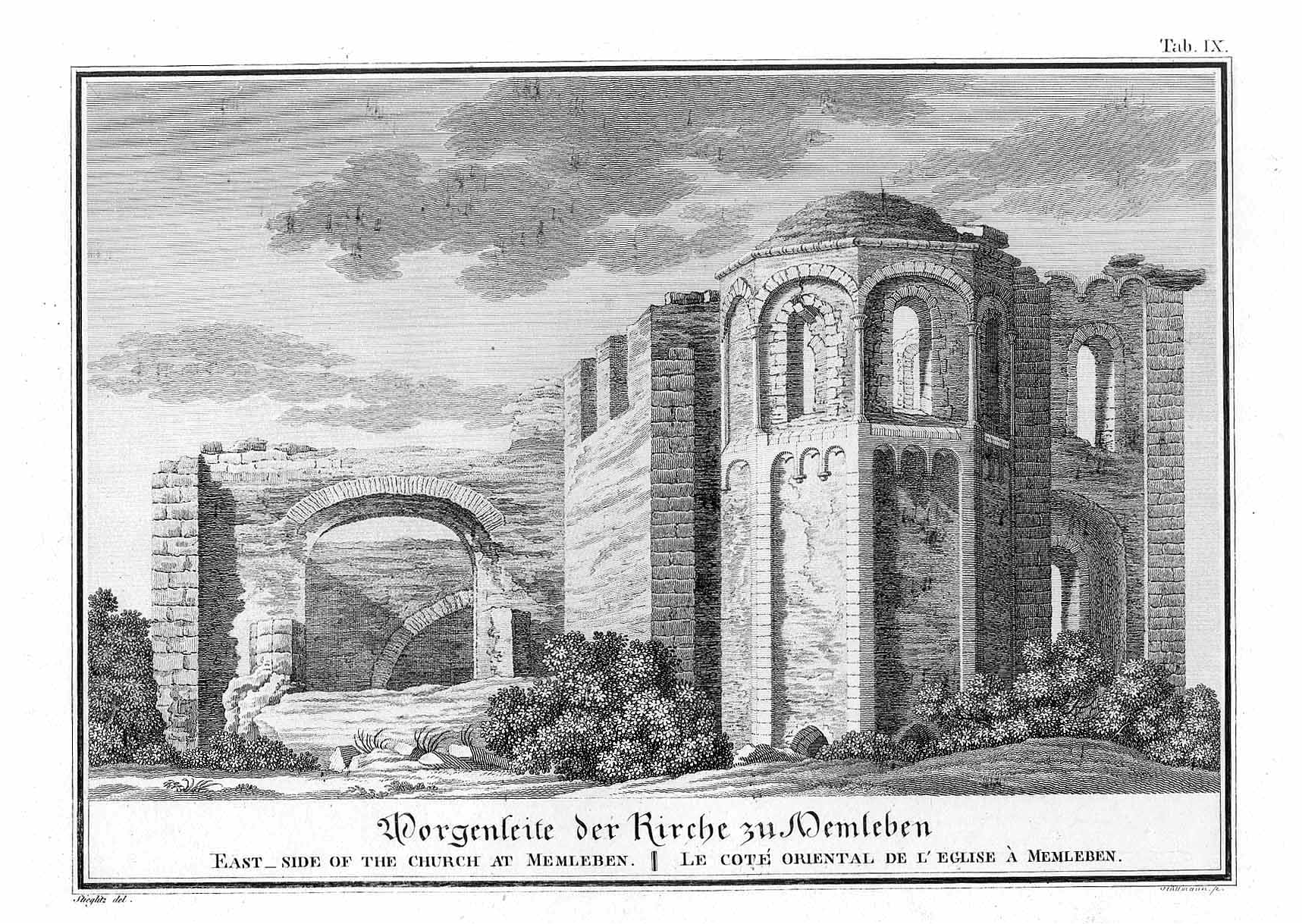
Ruiny kościoła w 1820 r.
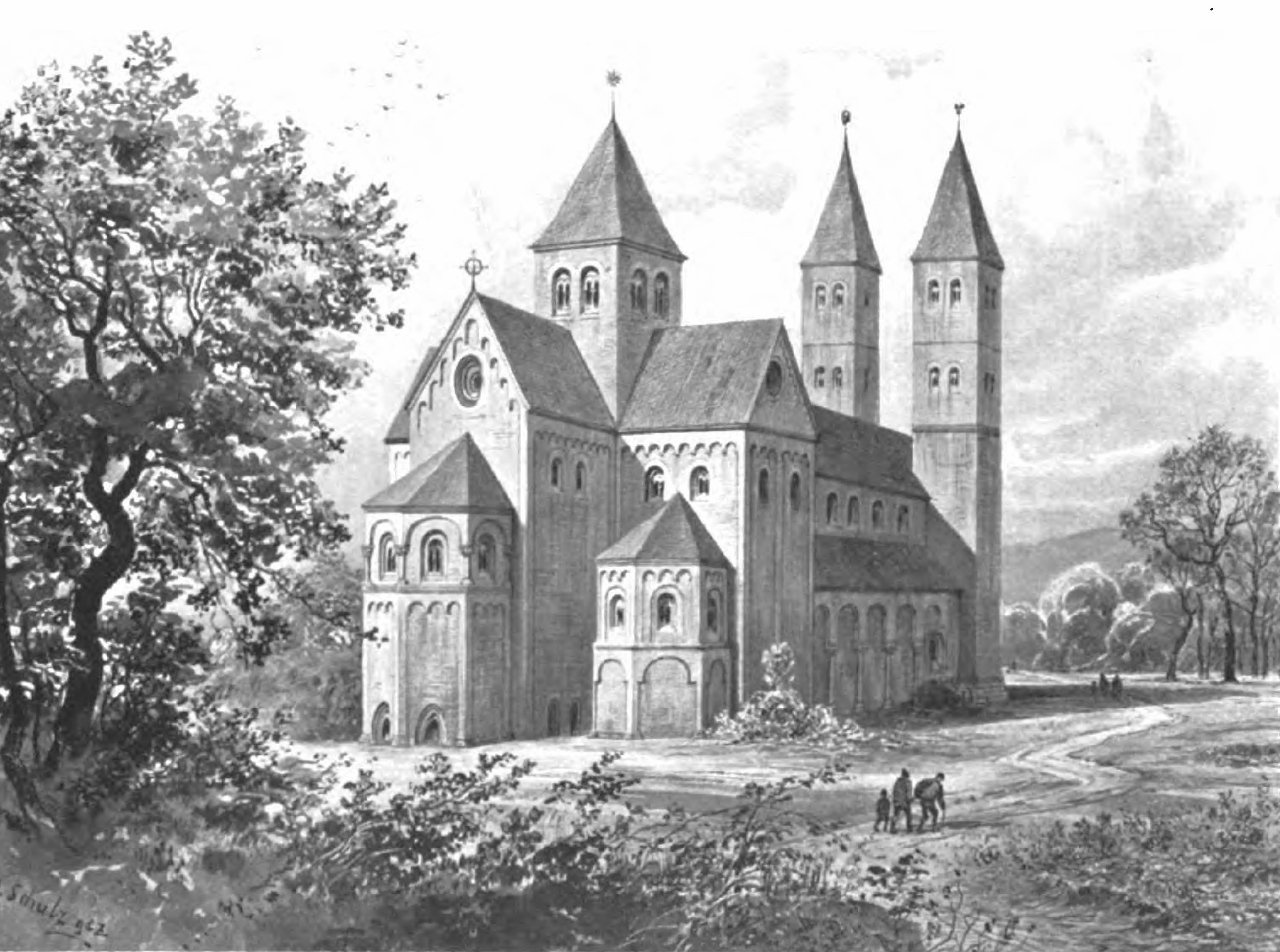
Rekonstrukcja z 1837 r.
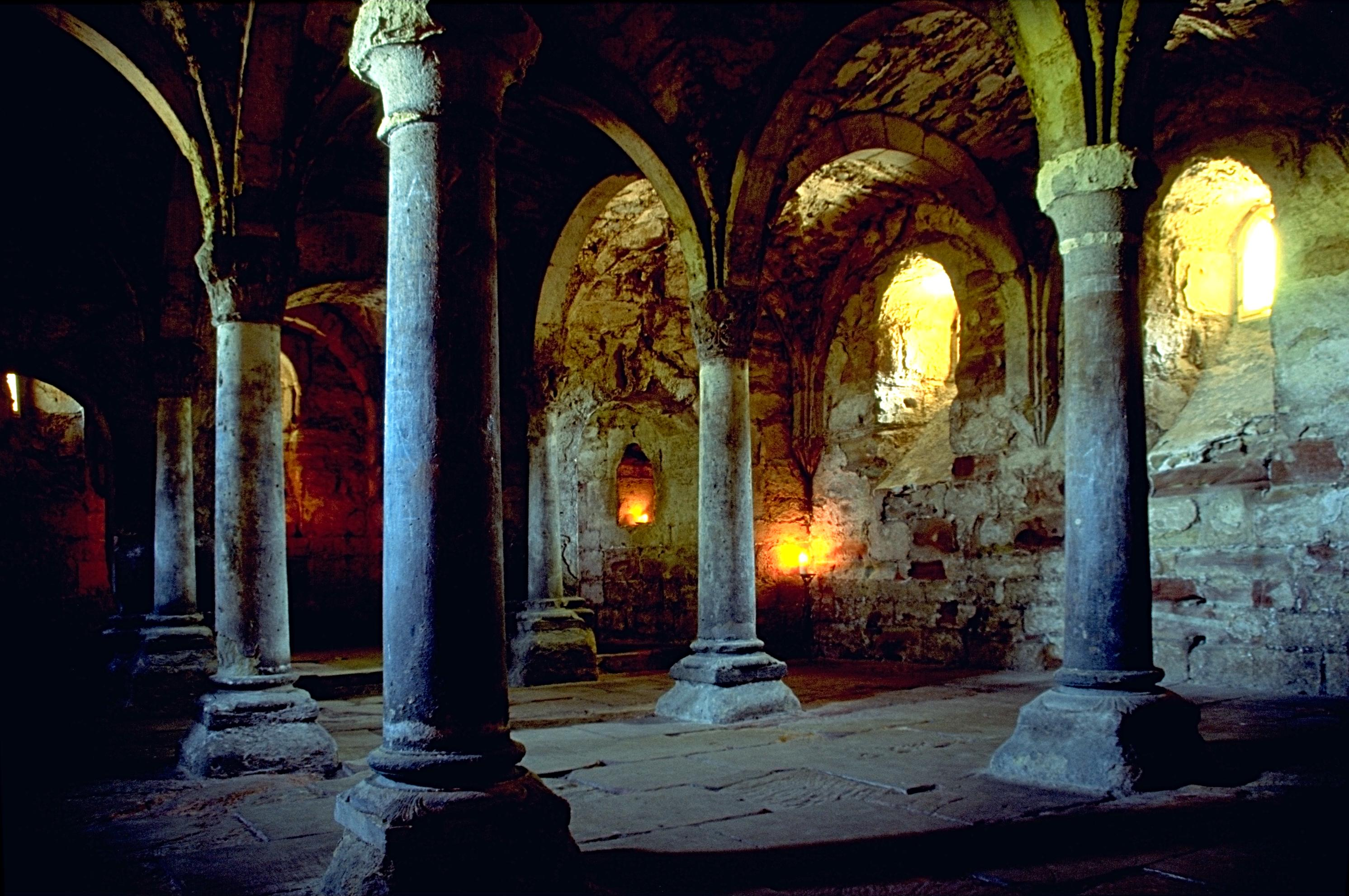
Krypta klasztoru w Memleben